# اولدژیخ نووی
اولدژیخ نووی (چکی: Oldřich Nový؛ ۷ اوت ۱۸۹۹ – ۱۵ مارس ۱۹۸۳) هنرپیشه اهل چکسلواکی بود.
او را یکی از بزرگترین هنرپیشگان مرد سینمای جمهوری چک در قرن بیستم می‌دانند.
از فیلم‌ها یا برنامه‌های تلویزیونی که وی در آن نقش داشته‌است می‌توان به مسیحی اشاره کرد.